# Enrique Rapela
Enrique José Rapela (Mercedes, Buenos Aires, 19 de abril de 1911 - Buenos Aires, 7 de febrero de 1978) fue un dibujante, pintor, acuarelista, guionista, historiador y considerado el creador de la Historieta Gaucha. Argentino, de origen hispano-criollo, siendo él la 7.ª generación de argentinos, fue autodidacta en su arte; uno de los pocos artistas dedicado a los temas gauchos argentinos con total conocimiento de sus costumbres e historia. Su gran idoneidad sumada a su férrea dedicación y minuciosidad histórica, lo convirtieron en el referente de autores contemporáneos y posteriores a él. Obras como el "Conozcamos lo Nuestro" siguen siendo de consulta diaria en aquellos amantes de las costumbres gauchas. Si bien su fuerte fue todo lo que al gaucho argentino se refiere, no podemos olvidar que es un gran realizador de Cómics, ya que sus historietas así lo denotan. Como "Cirilo el Audaz"; "Cirilo el Argentino"; "El Huinca" y "Fabián Leyes". 

## Reseña biográfica
Nació el 19 de abril de 1911 en la ciudad de Mercedes, Buenos Aires. Hijo del Dr. en abogacía Don Amador Rito Rapela y de la aristócrata Doña María Luisa Bonich Alonso de Rapela. Fue el hermano menor de 8 hijos que tuvo el matrimonio Rapela. Al morir su padre, muy joven, Enrique apenas tenía 2 años se mudan de la ciudad de Mercedes nuevamente a San Isidro, provincia de Buenos Aires, donde Rapela realiza sus estudios primarios y los secundarios en la Escuela San José de Capital Federal, completándolas en el Colegio Internacional de Olivos.
Desde chico tuvo relación con las tareas rurales y conoció profundamente las costumbres de los gauchos y su papel en la historia argentina. Después de terminar el secundario, administró el establecimiento rural de su madre, Estancia “La Carolina”, en Roque Pérez, en la Provincia de Buenos Aires.
Coincidiendo con la publicación en el diario "La Razón" de su primera historieta "Cirilo el Audaz" contrae nupcias con Doña Matilde Ángela Argüelles con quien tiene tres hijos: Enrique Amador, Matilde Lucera y María Amalia.
Autodidacta en bellas artes se especializó en el dibujo no solo desde sus renombradas historietas gauchas, sino que
ilustró ediciones bilingües de El Gaucho Martín Fierro en idioma guaraní, en inglés y en  esperanto. Fue reconocido por su habilidad en el manejo de la acuarela, técnica tan antigua como difícil.

## Obras

### Historietas

#### Cirilo "El Audaz"
Creador, guionista y dibujante, su primera obra  Cirilo “El Audaz”, inicia la Historieta gaucha  y se consagra, merced a la distinguida propuesta estética de Enrique Rapela, quien instaura una nueva tipología del gaucho, como la figura de un hombre maduro, de expresión adusta y varonil. Un ser fuerte, inteligente;  aventurero incasable, capaz de sobreponerse con éxito a los más crudos avatares que le depara el destino; depositario de la tradición y respetuoso de los códigos de los hombres de patria.
La historieta que narra las aventuras de Cirilo Cuevas: un gaucho huido de la justicia que busca protección en las líneas del ejército rosista,  se publicó desde 1939 en el diario La Razón,  de lunes a sábado bajo el formato Continuará...
Las viñetas de Rapela entregaron al lector una renovada imagen del gaucho. Cirilo eclipsa la imagen impuesta por  El Gaucho Martín Fierro,  pobre, huido y derrotado, que lamenta su vida desdichada; y la aleja de los gauchos folletinescos de Eduardo Gutiérrez. Cirilo es un hombre que no sólo lucha por trazar su destino sino que además es cuerpo del ejército y como tal forma parte de una disputa política que pretende instituir un modelo de país.
El dibujo atiende tanto al detalle de la figura humana y al de su vestimenta, que por tanto realismo se impuso en el imaginario de los lectores como una imagen genuina y fidedigna de aquel gaucho que alguna vez deambuló por las pampas argentinas. Es una ficción que incorpora ficciones. Al respecto Gociol y Rosemberg destacan que los gauchos de Rapela “son personajes arquetípicos. La fuerza y la inteligencia siempre les permiten ganar. Con una visión algo nacionalista y reivindicatoria del campo, Rapela no cuestiona la violencia del medio ni el pecado original del personaje. Asumido esto con naturalidad, sobre esa base construye el arquetipo de un gaucho que todo lo puede: su fuerza, su astucia y cierto azar lo convierten inevitablemente en vencedor”
Enrique Rapela no solamente hace un perfecto modelado del dibujo sino que al mismo tiempo trabaja el otro componente esencial de la historieta: el texto. El autor muestra un interés específico en organizar los parlamentos de los personajes señalando con las diferencias de habla los ámbitos sociales a los que cada uno pertenece. Vale en este punto recordar lo expresado por Josefina Ludmer cuando sostiene que “el pasaje a lo escrito de la escena oral tiene efectos de ‘producción de realidad’”. Por ello en las historias de Rapela un gaucho nunca habla igual que un militar o un extranjero. A la vez, estas diferencias de habla se distinguen de la letra del guionista cuyos textos “están escritos en el mismo castellano –hoy anticuado– del resto del diario”. El guionista aparece como un escritor/cronista que introduce la narración y luego cede al gaucho el relato para que sea su voz la que complete la historia. Al relato lo construye un escritor/narrador/cronista que es el que licencia la voz del gaucho. La palabra escrita de Rapela es el cronista que construye y permite diferenciar la escena oral. Hay un presentador que contextualiza la escena, introduce la acción y anuncia a los oradores. Luego desaparece y cede la palabra al locutor: a la oralidad, a la voz del gaucho.

#### CIRILO EL ARGENTINO
En los años 1963/64/66 Crea un nuevo personaje de historieta. Escribe e ilustra la tira de "Cirilo El Argentino" para la Editorial Columba.

#### El Huinca
En 1964 nace otro de sus personajes de historieta llamado "El Huinca" que fue publicada por la Editorial Dante Quinterno.Apareció en la revista Patoruzito

#### Fabián Leyes
En 1965 sigue creando personajes, esta vez "FABIÁN LEYES". Escribe y dibuja esta historieta que es publicada por el Diario La Prensa en forma continua durante 6 años y luego en tiras dominicales hasta el fallecimiento del autor en febrero de 1978.
"Fabián Leyes" y "El Huinca" también eran publicados en los diarios La Nueva Provincia, La Capital y Crónica entre otros.
Publicado inicialmente en el diario  La Prensa, Fabián era un gaucho que recorría las Pampas en compañía del moreno Amancio, a veces consiguiendo trabajo como baqueano, siempre dispuesto a ayudar a quien lo necesitase y si había que pelear, lo hacía recurriendo a sus puños como los cowboys

### EVOCACIÓN HISTÓRICA DE LOS UNIFORMES NAVALES ARGENTINOS
En 1965 efectúa la evocación pictórica en 20 acuarelas de los uniformes navales argentinos. Única en el país. Se basa en la reconstrucción de lo único que se conoce, que son los derechos de creación de cuerpos. Se expuso en el Centro Naval de Buenos Aires y por invitación especial de la Base Naval de Puerto Belgrano y Azul.

### "Argentina Canta Así"
En 1966 colaborando con Cátulo Castillo, Feliz Luna, Ernesto Sábato, Julia Prilüstsky Farny, ilustra para la firma Philips el fascículo que acompaña la colección de discos en este tipo de publicaciones de "Argentina Canta Así".

### Editorial Cielosur
En 1967 funda el Editorial Cielosur con el que publica las revistas El Huinca y Fabián Leyes, editadas en distintos formatos sean revista mensual, álbum extra y el fascículo de colección.

### EXPOSICIONES
1937 - Expone por primera vez en la Galería Viau y Zona de CABA, un conjunto de acuarelas. Muestra que da comienzo a su exitosa labor como plástico.
1946 - Expone en la Galería Van Riel de CABA.
1949 - Expone nuevamente en la Galería Van Riel de CABA
1954 - Expone acuarelas, dibujos y miniaturas francesas en la Galería Van Riel. Expone con Ramón Columba en el Salón Coumba de la Galería Picasso.
1956 - Expone en la ciudad de New York, especialmente invitado junto a artistas rioplatenses por el instituto Hispano Americano de EE. UU., dirigido por Lorocque Tinker en la Galería Kennedy.
1965 - Expone en el Centro Naval de Buenos Aires las 20 acuarelas que conforman la evocación pictórica e histórica de los Uniformes Navales Argentinos.
1969 - Expone en la Galería Argentina pronunciando conferencias ilustradas como experto en los usos y costumbres en la vida de nuestros hombres pampeanos.
1975 - Expone en La Manzana de las Luces su colección de Uniformes Navales.
Expone en la Casa de Jujuy en CABA.
1977 - Expone en la ciudad de Bariloche en la Galería del Hotel Interlaquen, acuarelas antiguas y nuevas de su colección.

### Películas
Asesora en películas como: "Yo maté a Facundo"; "Argentino hasta la muerte"; "Martín Fierro"  y "La vuelta de Martín Fierro".

### Libros
- 1945 - Vocabulario tipos y costumbres del campo argentino. Buenos Aires[6]
- 1960 - Cosas de nuestra tierra gaucha.  Buenos Aires : Ediciones Syndipress,[7][8]
- 1977 - Conozcamos lo nuestro, Buenos Aires: Cielosur Editora[9][10]

### Ilustración de libros
- 1965 - Martín Fierro : argentina eposo de José Hernández; tradukita de Ernesto Sonnenfeld; [enkonduko de Ivo Lapenna; prezento de Julio Mafud; ilustrado de Enrique Rapela]. La Laguna : J. Régulo[2]
- 1948 - "Antigüas y Modernas Supersticiones del Río de la Plata" De Nicolás Granada Ilustrado por Enrique J. Rapela en acuarelas. Editado por Kraft. Obra que conquistó el premio anual Editorial Kraft.
- 1948 - "El Fausto" de Estanislao del Campo. Ilustra con acuarelas la edición traducida al inglés de Walter Owen.
- 1957/60 - Ilustra las obras del escritor argentino Hugo Wast para la Editorial Columba.
- 1977 - La lechuza : cuento de la conquista del desierto.  Héctor Pérez Morando; dibujos de Enrique J. Rapela. Viedma, Río Negro, República Argentina[11]
- 2001 - Martín Fierro : Bilingüe en Español y Guaraní.  obra de José Hernández; ilustrado por Enrique Rapela y Juan Carlos Lamela.  Buenos Aires, Argentina : Distribuidora Quevedo de Ediciones[1]
- 2017 - Martín Fierro Bilingüe en Español e Inglés a color, Obra de José Hernández Ilustrada por Enrique José Rapela. Viñetas en tinta china y Acuarelas inéditas del último trabajo realizado por el autor antes de su fallecimiento. Editado por Distribuidora Quevedo de Ediciones.